# 雪燃え
『雪燃え』（ゆきもえ）は、円地文子の小説作品、及びドラマ化作品である。
東海テレビ制作の昼ドラマの記念すべき第1作目となった。　なお、堀越節子のテレビドラマデビュー作でもある。

## 概要
1964年に新潮社から出版。薄幸な少女が、茶道綾小路流の若宗匠と出会ったことを機に茶の湯の世界で成り上がってゆく物語。

## TVドラマ
東海テレビ制作のフジテレビ系列で、1964年5月4日から7月31日まで放送された。全65回。

## キャスト
- 堀越節子 [5]
- 水野久美[5]
- 葉山良二[5]
- 喜多川千鶴

## スタッフ
- 原作 - 円地文子
- 脚本 - 田井洋子
- 演出 - 中島寛